# دختر اول (فیلم ۲۰۰۴)
دختر اول فیلمی آمریکایی در ژانر کمدی رمانتیک به کارگردانی فارست ویتاکر می‌باشد که در سال ۲۰۰۴ اکران شد و بازیگرانی همچون کتی هلمز، مایکل کیتون، مارک بلوکاس و ایمری در آن نقش آفرینی کرده‌اند.

## داستان فیلم
داستان این فیلم در مورد تنها دختر رئیس‌جمهور آمریکاست که پس از رفتن به کالج عاشق دانشجویی می‌شود که انگیزه مخفیانه‌ای دارد.